# أطلس بلو
أطلس بلو (بالإنجليزية: Atlas Blue) هي شركة طيران مغربية خاصة، كانت تتبع نظام الطيران منخفض التكلفة، واتخذت من مدينة مراكش مقراً لها. وهي شركة فرعية لشركة الخطوط الجوية الملكية المغربية وكانت تُقدم خدمات منتظمة إلى وجهات مختلفة في أوروبا. اتخذت من مطار مراكش المنارة، بمراكش مقرا رسميا لها. تم إدماج أطلس بلو مع الخطوط الملكية المغربية مع نهاية 2009.

## التاريخ

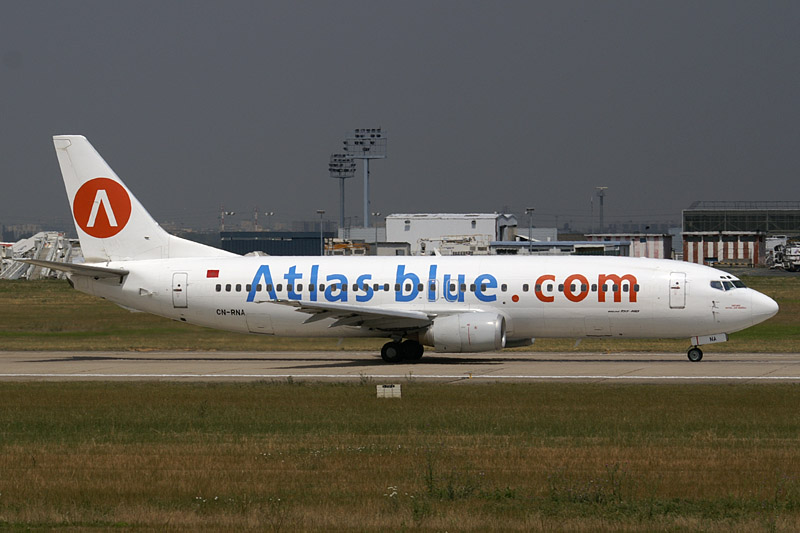
Atlas Blue Boeing 737-400

انشئت الشركة في 28 مايو /ايار 2004 وبدأ عملياتها في 26 يوليو 2004، مع ميثاق عمليات إلى فرنسا باستخدام طائرة واحدة من طراز بوينغ 737-400. 5 طائرات أخرى من طراز بوينغ 737 - 400 نقلوا من الخطوط الملكية المغربية لتوسيع خدماتها إلى ألمانيا ،إيطاليا، بلجيكا والمملكة المتحدة. أطلس بلو كانت تملكها الخطوط الملكية المغربية بنسبة (99.99 ٪) ومستثمرين من القطاع الخاص (0.01 ٪)، وكان لها 167 موظفا. تم إدماجها بالكامل مع الشركة الأم، الخطوط الملكية المغربية مع نهاية 2009 حين توقف الموقع الرسمي للشركة عن العمل، وأعلن لاحقا عن زيادة القدرة الاستيعابية للخطوط الملكية المغربية بفضل انتقال بعض طائرات أطلس بلو للعمل تحت اسمها، في حين تم بيع ما تبقى من الطائرات لشركات أخرى.

## الوجهات
كانت الشركة تربط مطارات أكادير، مراكش، فاس، وجدة، طنجة والناظور في المغرب بالعديد من المدن الأوروبية المهمة:
 بلجيكا
- بروكسل

 ألمانيا
- دوسلدورف
- فرانكفورت

 فرنسا
- بريست
- بوردو
- ليل
- ليون
- مارسيليا
- ميلهاوس
- نانت
- نيس
- باريس أورلي
- ستراسبورغ
- تولوز

 إيطاليا
- ميلانو
- بولونيا (مدينة)

 المملكة المتحدة
- لندن

 سويسرا
- جنيف
- زيورخ

 إسبانيا
- مدريد
- برشلونة

## الأسطول
في أبريل 2007 كانت أطلس بلو تضم الأسطول الآتي:
- 3 ايرباص A321-200
- 2 بوينغ 737-800
- 6 بوينغ 737-400

تم بيع جزء من هذه الطائرات لشركات أخرى بعد اندماج أطلس بلو مع الخطوط الملكية المغربية، في حين تم تزويد هذه الأخيرة بما تبقى من الطائرات.